# Clarence Irving Lewis
Clarence Irving Lewis (Stoneham, 12 april 1883 – Cambridge, 3 februari 1964), vaak ook naar verwezen als C.I. Lewis, was een Amerikaans filosoof en stichter van het conceptuele pragmatisme. Zijn aandacht zat oorspronkelijk bij de logica, maar verschoof later naar de kenleer en op het einde van zijn leven naar de ethiek. Hij wordt ook gezien als een filosoof die een cruciale rol speelde in de opkomst van de analytische filosofie in de Verenigde Staten.

## Filosofie
De filosofie van C. I. Lewis moet vooral ook verstaan worden door naar haar tijdskader te kijken. Rond 1930, moest de Amerikaanse filosofie de confrontatie aangaan met het logisch positivisme, dat overvloog met vele filosofen die de oorlog en de antisemitische politiek van het Derde Rijk ontvluchtten. Deze nieuwe visies vormden een uitdaging voor de typisch naturalistische en pragmatische filosofie van Amerika. Het logisch positivisme begon al snel zijn opmars te maken en begon met zijn nadruk op exacte wetenschappen, wetenschappelijke modellen rond het vergaren van kennis, logische analyses van betekenis van taal dominant te worden in de Amerikaanse filosofie. Men kan het oeuvre van C. I. Lewis verstaan als een reactie op dit positivisme.
Het eerste belangrijke werk van C. I. Lewis werd gepubliceerd in 1929 onder de naam Mind and the World Order. Dit werk kwam tot stand door onder sterke invloed van het oeuvre van de Amerikaanse grondlegger van het pragmatisme, C. S. Peirce Hierin legt hij zijn positie uit als conceptueel pragmatist. Deze visie stelt dat empirische kennis afhankelijke is van een zintuiglijk gegeven, de constructieve activiteit van de geest en een reeks van a priori concepten welke het agens toepast op dat wat gegeven is, en het daarmee ook interpreteert. Deze concepten zijn een product van het subject zijn sociale erfenis en zijn cognitieve voorkeuren. Hierdoor zijn ze dus niet a priori in de zin dat ze absoluut gegeven zijn zoals dit bij de filosoof Immanuel Kant of bij het logische positivisme voorkwam; ze zijn daarentegen "pragmatisch a priori". Er zijn zo altijd wel alternatieven zichtbaar, maar de voorkeur wordt bepaald door pragmatische overwegingen omtrent het cognitieve succes van deze keuze. C. I. Lewis speelde op deze wijze een cruciale rol in de samenkoppeling van pragmatisme en empirisme, welke dominant is in de hedendaagse analytische filosofie.
In 1932 publiceerde hij het werk Symbolic Logic waarin hij zijn systeem in verband met de modale logica voorstelde. Hij toonde aan dat er meerdere alternatieve systemen van logica bestaan en elk vanzelfsprekend op zijn eigen manier is. Dit ondermijnde volgens hem de traditionele rationalistische visie dat de metafysische eerste beginselen onloochenbaar zouden zijn. Hij concludeerde daaruit dat de keuze van deze eerste principes dus moet liggen buiten de logica en wel door pragmatische overweging.
Zijn werk wordt ook wel in verband gebracht met het latere werk van Rudolf Carnap, die ongeveer gelijktijdig leefde:
From Within Carnap's thought, then, we have a view that stresses open-mindedness, tolerance, plurality, and an experimental spirit - all well-known hallmarks of philosophical pragmatism. Indeed, Carnap himself stresses again and again that in questions of choice of a logic or linguistic framework, practical or pragmatic considerations are the only considerations that can be raised; on this matter, his views converge importantly (if not wholly) with a version of pragmatism about logic offered up in the American context by the pragmatist C. I. Lewis, one of Quine's teachers, back in the 1920s.